# سیگما هشتک
سیگما هشتک یک ستاره است که در صورت فلکی هشتک قرار دارد.